# Nojeon-en-Vexin
Nojeon-en-Vexin ist eine französische Gemeinde mit 347 Einwohnern (Stand 1. Januar 2022) im Département Eure in der Region Normandie (vor 2016 Haute-Normandie). Sie gehört zum Arrondissement Les Andelys und zum Kanton Gisors. Die Einwohner werden Nojeonnais genannt.

## Geographie
Nojeon-en-Vexin liegt etwa 55 Kilometer ostsüdöstlich von Rouen. Im westlichen Gemeindegebiet entspringt das Flüsschen Bonde, das hier auch noch Le Sec genannt wird. Umgeben wird Nojeon-en-Vexin von den Nachbargemeinden Puchay im Nordwesten und Norden, La Neuve-Grange im Norden, Morgny im Norden und Nordosten, Longchamps im Nordosten, Doudeauville-en-Vexin im Osten, Le Thil im Süden sowie Saussay-la-Campagne im Südwesten und Westen.

## Bevölkerungsentwicklung
| Jahr                       | 1962 | 1968 | 1975 | 1982 | 1990 | 1999 | 2006 | 2020 |
| Einwohner                  | 295  | 250  | 232  | 225  | 205  | 240  | 321  | 341  |
| Quellen: Cassini und INSEE |      |      |      |      |      |      |      |      |

## Sehenswürdigkeiten
- Kirche Saint-Sigismond, seit 1915 Monument historique

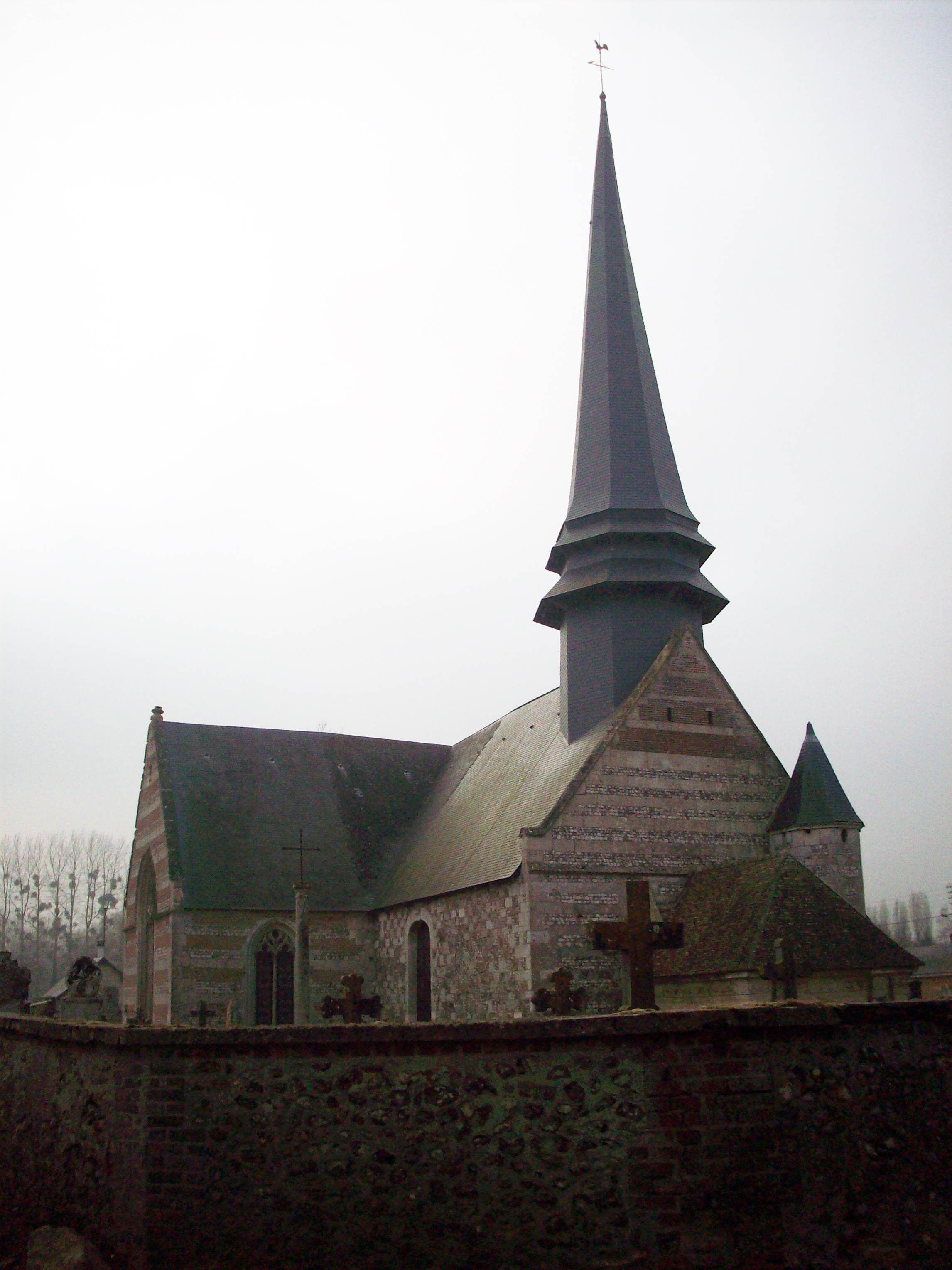
Kirche Saint-Sigismond